# 마더 지켈
매더 지컬(Mather Zickel, 영어 발음: /ˈmæðər ˈzɪkəl/, 1970년 ~ )은 미국의 배우이다.
뉴욕주에서 태어났다.

## 출연 작품
- 더 케이프 (2011년) - 트래비스 홀 역
- 페이크 (2010년) - 루미스 역
- 알러뷰 맨 (2009년) - 길 역
- 레이첼, 결혼하다 (2008년) - 키에란 역
- 더 텐 (2007년)
- 디거스 (2006년)
- 처음 본 그녀에게 프로포즈하기 (2006년)
- 몰로토프 삼바 (2005년) - 잭 스톰 역

### 텔레비전
- 르노 911! (2004-07)
- Man Up! (2011-12)